# عبدالمناف
عبدالمناف، روستایی است از توابع بخش لاریجان شهرستان آمل در دهستان نمارستاق.

## جمعیت
این روستا در دهستان نمارستاق قرار داشته و براساس آخرین سرشماری مرکز آمار ایران که در سال ۱۳۸۵ صورت گرفته، جمعیت آن ۵۲ نفر (۱۶خانوار) بوده‌است. مردم عبدالمناف از قومیت طبری هستند که ریشه آن به قوم آمارد و قوم تپوری می رسد. مردم عبدالمناف به زبان طبری (مازندرانی) و گویش آملی سخن میگویند.